# آلالاخ
آلالاخ (انگلیسی: Alalakh) یا تل آتچانا، آلالاخ، پایتخت پادشاهی فراموش‌شده موکیش در هزاره دوم پیش از میلاد است که در دره آموق در استان ختای، در نزدیکی آنتاکیهٔ امروزی قرار دارد. این محوطه، همراه با محوطه همسایهٔ تل تاینات، بخشی از یک کلان‌شهر چندلایه است که توسط رود اورنت شکل گرفته است.
آلالاخ شهری باستانی در دوران برنز بود. این شهر حدود سال ۲۰۰۰ پیش از میلاد تأسیس شد و تا حدود سال ۱۲۰۰ پیش از میلاد به‌عنوان یک مرکز شهری مهم باقی ماند. آلالاخ دارای کاخ‌ها، معابد، خانه‌های مسکونی و استحکامات بود و در دوره برنز پسین، پایتخت پادشاهی محلی موکیش محسوب می‌شد.

## تاریخچه
دوران برنز میانی: آلالاخ در این دوره تحت حاکمیت پادشاهی امهدی (حلب) بود. کاخ‌های سلطنتی و معابد در این دوره ساخته شدند و شهر به‌عنوان یک مرکز مهم تجاری و فرهنگی شناخته می‌شد.
دوران برنز پسین: پس از سقوط امهد، آلالاخ به پایتخت پادشاهی موکیش تبدیل شد. در این دوره، کاخ‌ها و معابد جدیدی ساخته شد و شهر به‌عنوان یک مرکز مهم در منطقه باقی ماند.
دوران آهن: برخلاف تصورات قبلی مبنی بر ترک شهر پس از قرن دوازدهم پیش از میلاد، تحقیقات اخیر نشان می‌دهد که آلالاخ در دوران آهن (حدود ۱۲۰۰ تا ۶۰۰ پیش از میلاد) نیز مسکونی بوده است.

## کاوش‌های باستان‌شناسی
کاوش‌های اولیه در آلالاخ بین سال‌های ۱۹۳۷ تا ۱۹۳۹ و سپس ۱۹۴۶ تا ۱۹۴۹ توسط سر لئونارد وولی انجام شد. در این کاوش‌ها، بقایای کاخ‌ها، معابد و خانه‌های مسکونی کشف شد. کاوش‌های بعدی در اوایل دهه ۲۰۰۰ میلادی به سرپرستی ک. آصلحان ینر ادامه یافت و اطلاعات بیشتری دربارهٔ ساختارهای شهری و تاریخچه آلالاخ فراهم کرد.